# Urmărit–urmărită
Urmărit–urmărită (în poloneză Poszukiwany, poszukiwana) este un film de comedie color polonez din 1973 regizat de Stanisław Bareja după un scenariu scris împreună cu Jacek Fedorowicz⁠(d). Rolul principal este interpretat de actorul Wojciech Pokora⁠(d).

## Rezumat
Stanisław Maria Rochowicz (Wojciech Pokora⁠(d)), un istoric de artă⁠(d) angajat la un muzeu, este acuzat pe nedrept că a furat un tablou realizat de Bogdan Adamiec (Adam Mularczyk) din depozitul muzeului în care lucrează. În plus, autorul tabloului dispărut crede că jaful a fost comandat de un cunoscător de artă străin. Procurorul, care îl interoghează, îl amenință pe presupusul hoț cu o pedeapsă de 5 ani de închisoare dacă pictura nu este găsită în câteva zile. Îngrozit de această perspectivă, Stanisław decide să se ascundă deghizat în femeie și îi spune soției sale Kasia (Jolanta Bohdal⁠(d)) că va picta o copie a tabloului furat, pe care speră că o va strecura neobservat în muzeu.
Își ia o slujbă ca menajeră sub numele de „Marysia” pentru a se putea întreține în această perioadă, dar nu are noroc în noua profesie și își schimbă frecvent angajatorii: primul, care își datorează prosperitatea urmașilor unor căței cu pedigree, vrea să-l folosească în scopuri erotice, al doilea, un reprezentant al clasei noilor îmbogățiți, are un copil răsfățat, al treilea este un „profesor” nebun care măsoară cantitatea de zahăr din zahăr, iar al patrulea este un director „etern” căruia istoricul îi scrie articolele. În ciuda dificultăților întâmpinate la început în noua sa activitate, „Marysia” începe să descopere părțile bune ale meseriei sale. În cele din urmă, tabloul dispărut este găsit în dulapul fostului șef al departamentului central al muzeelor. Cu toate acestea, se dovedește, de asemenea, că o menajeră câștigă mai mult decât un istoric de artă, așa că Stanisław decide să presteze în continuare această activitate, lucrând ca menajeră pentru un diplomat. Filmul este o satiră a societății poloneze de la începutul anilor '60 și '70 ai secolului al XX-lea.

## Distribuție
Surse:
- Wojciech Pokora⁠(d) — Stanisław Maria Rochowicz, alias „Marysia”, istoric de artă
- Jolanta Bohdal⁠(d) — Kasia, soția lui Rochowicz
- Mieczysław Czechowicz⁠(d) — al treilea angajator al Marysiei, domnul „profesor” care măsoară cantitatea de „zahăr din zahăr”
- Maria Chwalibóg⁠(d) — dna Karpielowa, soția lui Karpiel
- Jerzy Dobrowolski⁠(d) — directorul „etern”, al patrulea angajator al Marysiei
- Wiesław Gołas⁠(d) — Wiesław Karpiel, primul angajator al Marysiei
- Adam Mularczyk — Bogdan Adamiec, pictor
- Barbara Rylska⁠(d) — soția directorului „etern”
- Wojciech Siemion⁠(d) — procurorul care îl acuză pe Stanisław Maria Rochowicz că a furat un tablou
- Jolanta Wołłejko⁠(d) — dădaca, prietena Marysiei
- Krystyna Borowicz⁠(d) — dna Górecka, soția lui Górecki
- Zofia Czerwińska⁠(d) — fosta menajeră a familiei Karpiel, o chiriașă insistentă
- Jerzy Januszewicz⁠(d) — bărbatul din tramvai, pe ai cărui genunchi Marysia se așază din greșeală
- Maria Kaniewska⁠(d) — clienta din fața Marysiei, care cumpără mult zahăr
- Witold Kałuski⁠(d) — Górecki, al doilea angajator al Marysiei
- Jan Kobuszewski⁠(d) — instalatorul
- Bohdan Łazuka⁠(d) — inginerul Rawicz, șeful Kasiei Rochowicz
- Tadeusz Pluciński⁠(d) — antrenorul aruncătorilor de ciocane
- Wojciech Rajewski⁠(d) — gardianul de la galeria de artă, care-l cheamă pe Adamiec
- Zbigniew Skowroński⁠(d) — proprietarul câinelui Alexa
- Zdzisław Szymański⁠(d) — muncitorul din canal care îi arată lui Rochowicz cum să ajungă la Powiśle
- Stanisław Bareja⁠(d) — bărbatul care urmărește mașina lui Rochowicz (nemenționat)
- Juliusz Kalinowski⁠(d) — funcționarul urbanistic (nemenționat)
- Jan Kociniak⁠(d) — subordonatul directorului însărcinat cu politica de „raționalizare” (nemenționat)
- Andrzej Krasicki⁠(d) — directorul muzeului (nemenționat)
- Bohdan Krzywicki⁠(d) — un bărbat de la petrecerea familiei Górecki (nemenționat)
- Filip Łobodziński⁠(d) — Antoś, fiul insuportabil al familiei Górecki (nemenționat)
- Jerzy Moes⁠(d) — un bărbat de la petrecerea familiei Górecki (nemenționat)
- Stanisław Tym⁠(d) — funcționarul (doar mâinile sale sunt vizibile în film) care sigilează tabloul lui Adamiec (nemenționat, informația provine din cartea Miś czyli rzecz o Stanisławie Barei a lui Maciej Łuczak)
- Michał Żołnierkiewicz — bărbat din tramvai (nemenționat)

## Producție

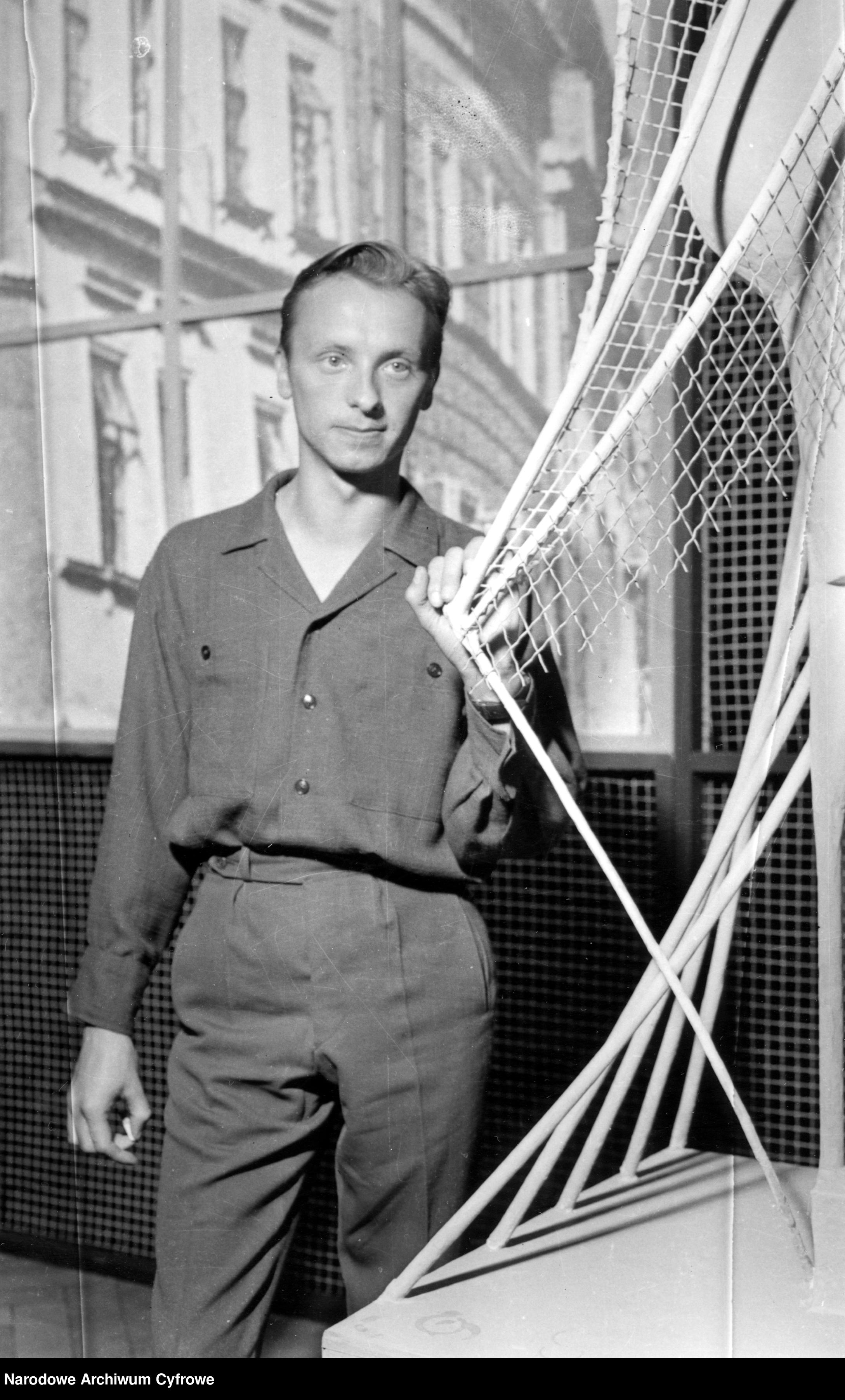
, interpretul rolului principal

Ideea scenariului, pe care Bareja l-a scris împreună cu Jacek Fedorowicz⁠(d), i-a fost prezentată regizorului de către soția sa, Hanna Kotkowska-Bareja. În calitate de istoric de artă⁠(d) care lucra la Muzeul Național, ea a aflat povestea presupusei dispariții a unei lucrări a lui Alfons Karny⁠(d), pe care artistul a luat-o cu el, dar această situație nu a fost cunoscută de director, așa că opera a fost considerată pierdută. În plus, la vremea aceea, soții Bareja angajau fete ca ajutor casnic pentru a avea grijă de copii, iar povestea din film reflecta unele aspecte reale ale vieții lor. În timpul probelor pentru rolul principal, Fedorowicz, Janusz Gajos și Wojciech Pokora⁠(d) s-au prezentat ca bărbați ce interpretau roluri de femei. Pokora a fost ales pentru că Gajos avea un aspect prea bărbătesc, iar părul facial al lui Fedorowicz a crescut prea repede și a fost vizibil în timpul ședinței foto. Rolul soției lui Rochowicz urma să fie interpretat de Stanisława Celińska, dar ea a refuzat acest rol, deoarece se temea că, din cauza reputației proaste a lui Bareja de la acea vreme, ar putea să nu mai obțină roluri în filmele unor regizori ca Krzysztof Zanussi și Kazimierz Kutz. Motivul acestei stări de fapt a fost critica adusă filmelor lui Bareja de către Kutz, care a inventat conceptul de „bareanism” pentru a desemna o creativitate cu o valoare artistică scăzută.}
Urmărit–urmărită a fost produs de compania Zespół Filmowy Pryzmat⁠(d). Filmările au fost realizate în anul 1972 în mai multe locuri din Varșovia: imobilul de pe ul. Grzybowska⁠(d) nr. 46, Piața Revoltei⁠(d) (Plac Powstańców), Piața Constituției⁠(d) (Plac Konstytucji), vecinătatea Palatului Culturii și Științei (Pałac Kultury i Nauki), str. Nowy Świat⁠(d), galeria Asociația Artiștilor Plastici Polonezi⁠(d) (ZPAP), vila de pe strada Rajców⁠(d) nr. 10, vecinătatea Canalului Piaseczyński, apartamentele de pe ul. Grzegorza Fitelberga nr. 31 și Wspólna⁠(d) nr. 63, Casa Artiștilor Plastici (Dom Artysty Plastyka) de pe ul. Mazowiecka⁠(d) nr. 11 A, pe terenul Palatului Kozłówka⁠(d) din satul Kozłówka⁠(d) (voievodatul Lublin), precum și în apartamentul lui Bareja.
La fel ca și în comediile sale anterioare, regizorul s-a inspirat din stilul cinematografic de dinainte de război, saturând scenele cu gaguri. În ceea ce privește efectele vizuale, directorul de imagine Jan Laskowski, responsabil pentru cinematografie, a folosit lumină fără umbre. În timpul filmării scenei căderii de pe scări a lui Rawicz, Jan Szymański (directorul de producție), care refuzase să angajeze un cascador, a jucat el însuși acest rol, ceea ce a dus la rănirea gravă a sa. Drept urmare, Bareja a pus bazele unei cooperări (care a fost continuată în producțiile sale ulterioare) cu câțiva cascadori: Krzysztof Kotowski, Zbigniew Litwiniak și Zbigniew Modej. Filmul a fost realizat pe o peliculă color cu lungimea de 2368 m și are o durată de 83 de minute.

## Recepție
Premiera filmului Urmărit–urmărită a avut loc pe 22 aprilie 1973. În decurs de un an, filmul a fost vizionat de aproape 2 milioane de spectatori, iar veniturile de la casele de bilete ale cinematografelor s-au ridicat la aproximativ 13 milioane de zloți. Czesław Wiśniewski și Jerzy Jesionowski⁠(d), în calitate de participanți la proiecția în fața unei comisii⁠(d), care a avut loc la 31 octombrie 1972, au exprimat opinii negative cu privire la acest film, acuzându-l că-i portretizează într-o lumină negativă pe oamenii care dețin funcții înalte și i-au atras atenția regizorului că nu va exista nicio toleranță față de batjocorirea autorităților în creațiile cinematografice. Filmul a fost apărat însă de scenariștii Aleksander Ścibor-Rylski și Tadeusz Konwicki. Părerile criticilor de film din presă au fost, de asemenea, împărțite, laudele fiind formulate cu mare grijă. Filmul Urmărit–urmărită a obținut în 1974 un premiu la festivalul Queens Council of the Arts de la New York.
Bartosz Staszczyszyn a interpretat filmul lui Bareja ca un exemplu de travestire⁠(d) cinematografică în filmul polonez, mergând până acolo încât a spus că Urmărit–urmărită este „cea mai populară comedie poloneză în travesti”. În cazul filmului lui Bareja, identitatea de gen a protagonistului nu este însă pusă la îndoială. Piotr Zwierzchowski a susținut că Urmărit–urmărită, „la fel ca întreaga opera a lui Bareja, încalcă tabuul politic cu privire la descrierea vieții de zi cu zi din Republica Populară Polonă”.